# Boginja vas
Boginja vas je vas v Občini Metlika, blizu državne meje s Hrvaško. V njej živi 17 prebivalcev, ki se pretežno ukvarjajo s kmetijstvom. Skozi vas pelje manjša cesta, namenjena domačinom.
Prebivalci v trgovino in druge ustanove zahajajo v Metliko in Črnomelj. Vsako leto priredijo kres.